# 馬斯城 (密歇根州)
馬斯城（英語：Mass City）是位於美國密歇根州昂托納貢縣格林蘭鎮區的一個普查規定居民點。

## 人口
根據2020年美國人口普查的數據，馬斯城的面積為1.39平方千米，當中陸地面積為1.39平方千米，而水域面積為0.00平方千米。當地共有人口148人，而人口密度為每平方千米106.47人。